# Міланський скудо
Міланський скудо (італ. scudo milanese) — грошова одиниця Міланського герцогства, що була в обігу до 1796 року. Ділився на 6 лір, які у свою чергу ділилися на 20 сольдо чи 240 денаро. Оскільки Міланське герцогство входило до складу Священної римської імперії, то міланський скудо дорівнював конвенційному талеру.

## Історія
Після утворення в 1796 Циспаданської республіки міланський скудо замінений лірою Циспаданської республіки (1 циспаданська ліра дорівнювала 1 міланській лірі), яка в свою чергу замінена в 1797 лірою Цизальпінської республіки. Фактично міланський скудо продовжував використовуватися в обігу й у період існування Циспанської республіки (1796-1797), що випустила лише незначну кількість золотих монет, і в період Цизальпінської республіки (1797-1802), що випустила власні монети лише в 1800. У 1802 замінений французьким франком.
Після утворення в 1815 Ломбардо-Венеціанського королівства його грошовою одиницею стало ломбардо-венеціанський скудо, також за змістом дорогоцінних металів рівний конвенційному талеру.

## Монети
Наприкінці XVIII століття в обігу були срібні монети гідністю в 5 сольдо, в ½, 1 і 1½ ліри, і в ½ і 1 скудо, а також золоті монети номіналом в 1 цехіно, в ½ і 1 соврано, і в 1 доппія.
У Циспаданській республіці карбували золоту монету номіналом 20 лір, а в Цизальпінській — срібні монети номіналом 30 сольдо і в 1 скудо.